# Schausia variata
Schausia variata là một loài bướm đêm trong họ Noctuidae.